# Raider (jeu vidéo)
Pour les articles homonymes, voir Raider.
Raider est un jeu vidéo de shoot 'em up développé par Graeme Ing et publié par Impressions Games en 1989 sur Amiga et Atari ST. Il est le premier jeu publié sous le label Impressions Games. Le premier jeu du studio, Kenny Dalglish Soccer Manager, a en effet été Zeppzlin Games et n’a pas rapporté suffisamment de bénéfices à ses développeurs malgré un certain succès commercial. Le gameplay du jeu est similaire à celui de Gravitar, lui-même inspiré de jeu comme Asteroids et Lunar Lander.

## Accueil
| Raider                   |      |        |
| Média                    | Pays | Notes  |
| ACE                      | RU   | 67,4 % |
| Amiga User International | RU   | 5/10   |
| CU Amiga                 | RU   | 45%    |
| The Games Machine        | RU   | 58 %   |